# Лаутенбах
Лаутенбах (нем. Lautenbach) — община в Германии, в земле Баден-Вюртемберг.
Подчиняется административному округу Фрайбург. Входит в состав района Ортенау. Население составляет 1864 человека (на 31 декабря 2010 года). Занимает площадь 21,55 км².

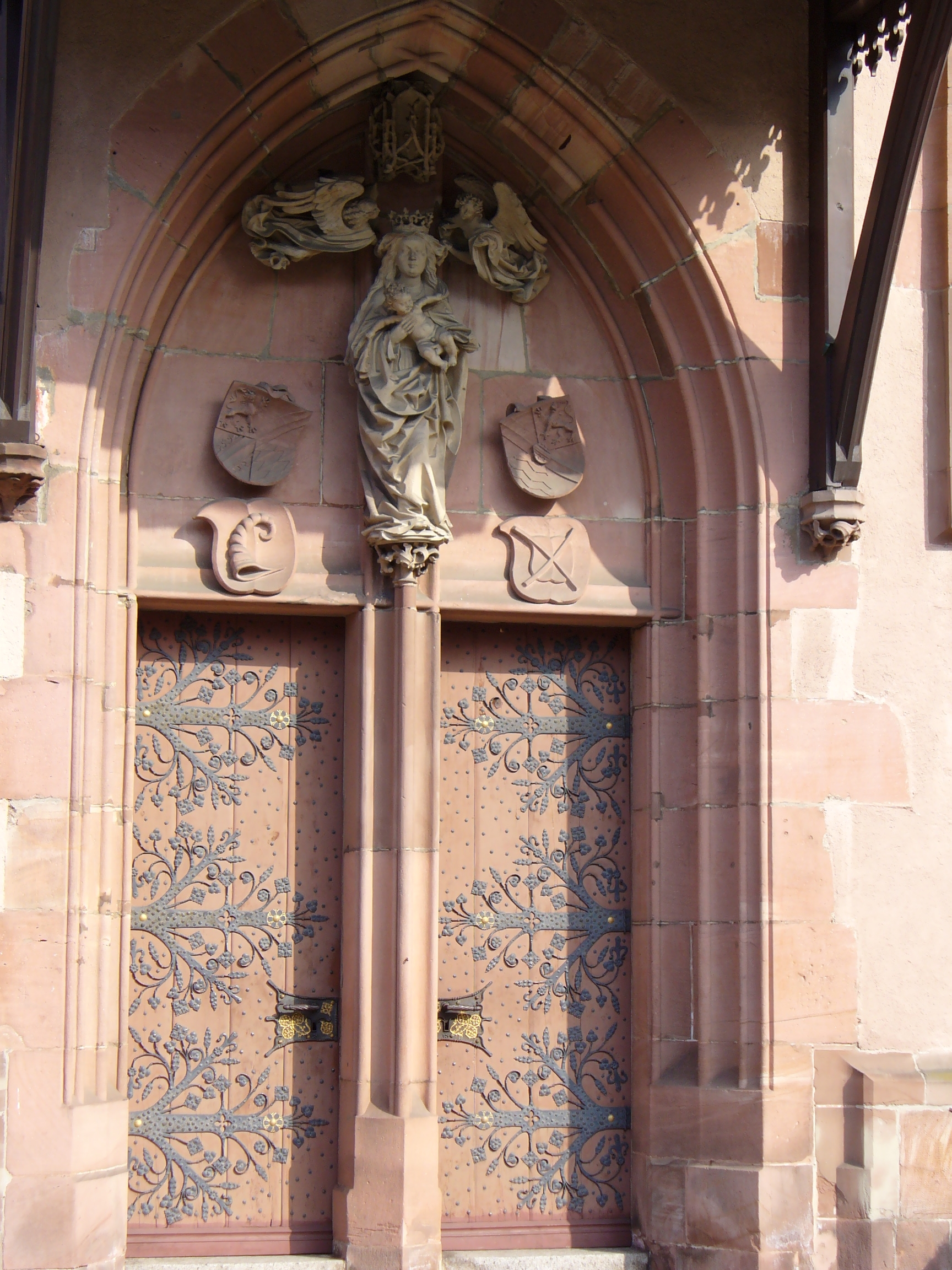
Лаутенбах